# Serzedelo (Póvoa de Lanhoso)
Serzedelo é uma povoação portuguesa sede da Freguesia de Serzedelo do Município de Póvoa de Lanhoso, freguesia com 10,75 km² de área e 738 habitantes (censo de 2021), tendo, por isso, uma densidade populacional de 68,7 hab./km².
Constituiu até ao início do século XIX o couto de Serzedelo.

## Demografia
A população registada nos censos foi:
| Distribuição da População por Grupos Etários | Distribuição da População por Grupos Etários | Distribuição da População por Grupos Etários | Distribuição da População por Grupos Etários | Distribuição da População por Grupos Etários |
| -------------------------------------------- | -------------------------------------------- | -------------------------------------------- | -------------------------------------------- | -------------------------------------------- |
| Ano                                          | 0-14 Anos                                    | 15-24 Anos                                   | 25-64 Anos                                   | > 65 Anos                                    |
| 2001                                         | 150                                          | 138                                          | 381                                          | 161                                          |
| 2011                                         | 95                                           | 98                                           | 353                                          | 177                                          |
| 2021                                         | 72                                           | 75                                           | 368                                          | 223                                          |

## Desporto
O principal clube na freguesia de Serzedelo é a Associação Cultural e Desportiva de Serzedelo (fundada em 1996), que compete na primeira divisão - série B, da Associação Futebol de Braga.